# Federal Hall
La Federal Hall (esteso Federal Hall National Memorial) è un edificio storico di New York, situato al 26 di Wall Street, Financial District, Manhattan.

## Storia e descrizione
Sorto nel 1842 al posto del vecchio Campidoglio di New York, costruito per diventare sede della dogana, nel 1864 servì da sede distaccata del Dipartimento del Tesoro, per poi diventare nel 1925 monumento. L'edificio,  la cui facciata fu fortemente ispirata alle illustrazioni del Partenone, si presenta come un tempio in marmo bianco di Westchester a pianta centrale introdotto da un prostilo di colonne doriche, che sorreggono un timpano triangolare.
L'interno presenta la sala principale a pianta circolare, scandita da colonne corinzie ed è coronata da una cupola. Il palazzo, che secondo la critica rappresenta il primo progetto in cui si assiste alla maturità dello stile neogreco negli Stati Uniti, sorge sul luogo dove George Washington fece il giuramento come primo presidente statunitense.